# 邦 (姓)
邦（ほう）は、漢姓の一つ。

## 中国の姓
2020年の中華人民共和国の統計では人数順の上位100姓に入っておらず、台湾の2018年の統計では585番目に多い姓で、83人がいる。

## 朝鮮の姓
邦（ほう、パン、朝: 방）は、朝鮮人の姓の一つである。2015年の国勢調査による韓国内での人口は277人。

### 著名な人物
- 邦基昌（朝鮮語版） - 李氏朝鮮の牧師。

### 氏族
| 氏族（地域） | 創始者                     | 人数（2015年） |
| ------------ | -------------------------- | -------------- |
| 広州邦氏     |                            | 9              |
| 務安邦氏     | 中国山西省雁門道出身の邦苞 | 225            |
| 順安邦氏     |                            | 20             |
| 全州邦氏     |                            | 10             |